# استریپه
استریپه (به هلندی: Strype) یک منطقهٔ مسکونی در هلند است که در وست‌فورنه واقع شده‌است.